# Buffet (Gastgewerbe)
Unter Buffet fasst man diverse einfache Gastbetriebe zusammen.
Buffets sind „Gastgewerbebetriebe, die in ihrem äußeren Erscheinungsbild einem Ladengeschäft ähnlich sind (Verkaufstheke), wobei die Räumlichkeiten so ausgestattet sind, dass sie nur zu einem vorübergehenden Aufenthalt einladen. In der Regel werden sie von solchen Personen aufgesucht, die während einer kurzen hierfür zur Verfügung stehenden Zeitspanne kleine Imbisse, Mahlzeiten oder Getränke konsumieren wollen.“
Es gibt viele Arten von Buffetbetrieben. Beispiele sind:
- Bahnhofsrestaurant
- Kinobuffet
- Getränkebuffet
- Warenhausbuffet
- Tankstellenbuffet

## Nationales
In Österreich werden beispielsweise die Betriebsarten
Imbissstube (Auswahl reichhaltiger und Qualität gehobener) und Jausenstation (Ausflugsgaststätte) vom Buffet unterschieden, desgleichen Kantine, Werksküche und Mensabetrieb. Außerdem sind Würstelstand und Buschenschankbuffet nach § 111 Abs. 2, Zi. 3 resp. 5 Gewerbeordnung als freies Gewerbe eigenständig zu sehen.